# Drapeau Marina de Cudeyo-Grand Prix Dynasol
Le Drapeau Marina de Cudeyo (Bandera Marina de Cudeyo en castillan) est une régate d'aviron en banc fixe qui se déroule tous les ans à Pedreña, Marina de Cudeyo, en Cantabrie dans la ligue San Miguel.

## Palmarès
| Édition | Année | Vainqueur       | Second          | Troisième       |
| ------- | ----- | --------------- | --------------- | --------------- |
| I       | 2005  | Astillero       | Castro-Urdiales | Pedreña         |
| II      | 2006  | Hondarribia     | Pedreña         | Castro-Urdiales |
| III     | 2007  | Urdaibai        | Zarautz         | Orio            |
| IV      | 2008  | Urdaibai        | Castro-Urdiales | San Pedro       |
| V       | 2009  | Castro-Urdiales | San Pedro       | Orio            |
| VI      | 2010  | Urdaibai        | San Juan        | Pedreña         |